# Mario Chanes de Armas
Mario Chanes de Armas (* 25. Oktober 1927 in Havanna; † 24. Februar 2007 in Miami) war ein kubanischer Revolutionär und vormaliger Kampfgefährte Fidel Castros, der später unter dem Vorwurf konterrevolutionärer Umtriebe 30 Jahre in kubanischen Gefängnissen verbrachte.
Gemeinsam mit Fidel Castro kämpfte er gegen die Diktatur Fulgencio Batistas. 1953 beteiligte sich Chanes am von Castro organisierten und angeführten Angriff auf die Moncada-Kaserne in Santiago de Cuba. Zu zehn (Chanes) beziehungsweise 15 Jahren (Castro) Haft verurteilt, verbrachten sie eine gemeinsame Zeit im Gefängnis. Infolge einer Amnestie kamen beide aber bereits nach 21 Monaten frei und gingen kurz darauf ins mexikanische Exil. Gemeinsam kehrten sie im Dezember 1956 an Bord der Yacht Granma nach Kuba zurück, um dort den Guerillakrieg zu eröffnen. Nachdem die insgesamt 82 Expeditionäre wenige Tage nach ihrer von vielen Pannen begleiteten Landung von Regierungstruppen angegriffen und in kleine Gruppen zerschlagen wurden, schlug sich Chanes nach Havanna durch. Dort betätigte er sich im revolutionären Untergrund der Bewegung des 26. Juli und wurde im Oktober 1958 verhaftet, als er per Boot Dynamit aus den Florida Keys schmuggeln wollte. Mit dem Sturz Batistas kam er Anfang Januar 1959 schließlich frei. Chanes’ Hoffnung war ein Kuba der Freiheit und Demokratie, und er geriet bald in Opposition zu Castro, der entgegen seinen bis zum Frühjahr 1959 wiederholten Versprechen ein von ihm beherrschtes marxistisch-leninistisches Regime errichtete.
Schon 1961 kehrte er zurück ins Gefängnis, diesmal auf Veranlassung seines ehemaligen Gefährten, der Vorwurf war Konterrevolution. Er wurde beschuldigt, an einem versuchten Attentat auf den Diktator Castro beteiligt gewesen zu sein, was er zeit seines Lebens abstritt. Das Zerwürfnis war ein persönliches und ideologisches. Sein Konterfei wurde von allen Bildern getilgt, die ihn mit dem kubanischen Führer zeigten. Erst 2015, am 60. Jahrestag der vorzeitigen Haftentlassung der Moncada-Kämpfer sorgte die parteieigene Tageszeitung Granma für Aufmerksamkeit, indem sie auf ihrer Titelseite ein Foto des Ereignisses veröffentlichte, auf dem Chanes an der Seite Castros ungewöhnlicher Weise nicht aus dem Bild geschnitten war.
In Haft wurde Chanes der Anführer jener Minderheit, die sich der kommunistischen Umerziehung widersetzte. Aus Protest gegen die Haftbedingungen praktizierte die Gruppe unter anderem Hungerstreiks. Die Folge waren Psychoterror und Isolationsfolter. Er kam einen Tag vor Ablauf des dreißigsten Jahres seiner Haft frei. Chanes, der fünf Monate nach seiner Hochzeit inhaftiert worden war, hatte einen Sohn, den er nie kennenlernte: Er wurde nach seiner Inhaftierung geboren und starb 1984 im Alter von 22 Jahren. Als Bestrafung für Chanes’ Weigerung, an einem Umerziehungsprogramm teilzunehmen, wurde ihm die Teilnahme am Begräbnis nicht gestattet. Die Begräbnisse seiner Eltern hatte er 1971 und 1979 besuchen dürfen.
Chanes de Armas war länger in Haft als jeder andere politische Häftling des 20. Jahrhunderts, einschließlich Nelson Mandela. Nach seiner unter Vermittlung der chilenischen Regierung erreichten Freilassung 1991 durfte er zunächst nicht das Land verlassen. Erst 1993 konnte er schließlich nach Florida übersiedeln, wo ihm Exilkubaner einen Heldenempfang bereiteten. Einen Monat darauf empfing ihn US-Präsident Bill Clinton im Weißen Haus. Die letzten Lebensjahre Chanes’ standen im Zeichen einer Alzheimer-Erkrankung.